# Tiryaki Hacı Mehmed Pascià
Tiryaki Hacı Mehmed Pascià (İstanbul, 1680 – Retimo, 31 luglio 1751) è stato un politico ottomano.Era il figlio di un ufficiale dei giannizzeri, dove si arruolò anch'egli, facendo carriera. Fu congedato per essersi appropriato di fondi per pagare gli stipendi, ma continuò la sua carriera nella amministrazione civile, grazie alla protezione di qualche figura influente. Dal 1739 al 1741 risiedette a Belgrado come membro della commissione di delimitazione dei confini. Ha ricoperto altri incarichi e ha diretto il restauro dell'arsenale marittimo imperiale di Istanbul che era stato distrutto da un incendio. Mahmud I lo nominò intendente (Kethüda) del Gran Visir il 27 giugno 1746 e successivamente Gran Visir il 10 agosto 1746 al posto di Seyyid Hasan Pascià.
Faceva uso di droghe ed è per questo che a volte si comportava in maniera insolente con alti funzionari e ulema. Apportò numerose modifiche nel personale dell'amministrazione. Il 4 settembre 1746 firmò la pace con Nadir Shah di Persia. Nel 1747 rifiutò un'alleanza proposta dalla Francia contro l'Austria e fece confermare la pace con Maria Teresa il 10 aprile 1747, fu poi firmatario di un trattato di commercio e amicizia con la Toscana (27 maggio 1747). Fu accusato di maltrattare personalità di alto rango (è noto per aver affrontato lo Shaykh al-Islam Mehmed Easd Efendi) fu sostituito nell'incarico il 24 agosto 1747 da Seyyid Abdullah Pascià.
Fu mandato in esilio a Rodi, ma presto divenne il governatore (Sanjak-bey) del sanjak di Rodi, il 17 marzo 1748 divenne il governatore (beilerbei) di Mossul e in dicembre fu nominato beilerbei dell'Eyalet di Baghdad al posto di Ahmed Pascià, dove il governo era in mano ad una dinastia mamelucca di origine georgiana, che aveva creato un governo autonomo nel periodo fra il 1704 ed il 1831. Nel 1749 Mehmed Pascià perse il controllo dell'Eyalet per mano del mamelucco Sulaymân Abu Laylâ Pascià (1751-1761), che aveva sposato la figlia di Ahmed Pascià, Adila Khatun. Sebbene il governo ottomano continuasse a inviare i propri funzionari, lo fece senza esito perché Mehmed Pascià rimase l'ultimo ottomano a governare fino 1831, quando fu ripristinato il potere della Porta sull'eyalat. Mehmed Pascià fu inviato come governatore (beilerbei) di Habesh e Sharif della Mecca, ma rifiutò quest'ultimo onore e cadde in disgrazia perdendo il suo grado di visir e la sua fortuna personale che fu confiscata; gli fu assegnata la residenza a Retimo, sull'isola di Creta dove morì all'inizio del 1751.